# Hexatoma (Eriocera) larutensis
Hexatoma (Eriocera) larutensis is een tweevleugelige uit de familie steltmuggen (Limoniidae). De soort komt voor in het Oriëntaals gebied.